# Den röda vargen
Den röda vargen (en inglés: "Annika Bengtzon: Crime Reporter - The Red Wolf") es una película sueca estrenada el 1 de agosto del 2012 dirigida por Agneta Fagerström-Olsson.
La película es la cuarta entrega de la franquicia de la serie de películas Annika Bengtzon.
Basada en el personaje ficticio de la periodista Annika Bengtzon, protagonista de varias novelas de la escritora sueca Liza Marklund.

## Sinopsis
Un reportero es atropellado en Luleå, cuando la reportera de crímenes Annika Bengtzon es enviada a la escena para cubrir la historia, pronto descubre que el periodista muerto se encontraba excavando una voladura militar de casi cuarenta años de antigüedad, atribuida a los rusos. Sin embargo la evidencia comienza a llevarlos a pensar que en realidad era parte de la extrema izquierda sueca.
Cuando más muertes suceden, Annika se da cuenta de que es un asesino en serie, mientras tanto su relación con Thomas y sus hijos se complica debido al trabajo.

## Personajes

### Personajes principales
| Actor            | Personaje         | Ocupación                                  |
| ---------------- | ----------------- | ------------------------------------------ |
| Malin Crépin     | Annika Bengtzon   | Periodista de Crímenes del "Kvällspressen" |
| Erik Johansson   | Patrik Nilsson    | Reportero de Crímenes del "Kvällspressen"  |
| Leif Andrée      | Spiken            | Director de Noticias del "Kvällspressen"   |
| Björn Kjellman   | Anders Schyman    | Jefe de Redacción del "Kvällspressen"      |
| Kajsa Ernst      | Berit Hamrin      | Periodista de Crímenes del "Kvällspressen" |
| Richard Ulfsäter | Thomas Samuelsson | Esposo de Annika                           |
| Felix Engström   | Q                 | -                                          |

### Personajes secundarios
| Actor                                  | Personaje              | Ocupación               |
| -------------------------------------- | ---------------------- | ----------------------- |
| Anna Azcárate                          | Karina Björnlund       | -                       |
| Marik Lindström                        | Doris                  | -                       |
| Hanna Alström                          | Sophia Grenborg        | -                       |
| Marik Lindström                        | Insp. Suup             | Inspector de la Policía |
| Göran Forsmark                         | Hans Blomgren          | -                       |
| Per Ragnar                             | Ragnwald               | -                       |
| Albert Lazzo                           | Linus                  | -                       |
| Tommy Andersson                        | Benny                  | -                       |
| Annika Hallin                          | Viveka                 | -                       |
| Stina Ekblad                           | Gunnel                 | -                       |
| Magnus Ehrner                          | Kurt                   | -                       |
| Catherine Parment Maya Parment Schwarz | Margit (a los 19 años) | -                       |
| Mats Bergman                           | Thord                  | -                       |
| Maja Runeberg                          | Lena                   | -                       |
| Elvira Franzén                         | Ellen                  | Hija de Annika y Thomas |
| Edvin Ryding                           | Kalle                  | Hijo de Annika y Thomas |
| Stefan Sauk                            | Pettersson             | Oficial de Prensa       |
| Magnus Mark                            | -                      | Editor                  |
| Jonas Hedlund                          | -                      | Registrador             |
| Niklas Larsson                         | -                      | Barman                  |
| Jarinja Thelestam-Mark                 | -                      | Oficial de la Policía   |
| Linnea Schumacher                      | -                      | Recepcionista           |

## Producción
La película fue dirigida por Agneta Fagerström-Olsson, escrita por Björn Paqualin y Antonia Pyk (en el guion) estuvo basada en las novelas de la escritora sueca Liza Marklund.
Fue producida por Jenny Gilbertsson en coproducción con Hans-Wolfgang Jurgan, Lone Korslund, Åsa Sjöberg y Per-Erik Svensson, contó con el apoyo de los productores ejecutivos Anni Faurbye Fernandez, Ole Søndberg y Mikael Wallen.
La música estuvo a cargo de Adam Nordén, mientras que cinematografía estuvo en manos de John Olsson.
La cuarta entrega fue estrenada el 1 de agosto del 2012 en Suecia.	
Fue filmada en Luleå, Provincia de Norrbotten, Suecia.
Contó con la compañía productora "Yellow Bird" en coproducción con "Degeto Film", "TV4 Nordisk Television", "Nordisk Film" y "Filmpool Nord", la película también contó con el apoyo de la compañía "Swedish Lapland Film Commission".
En el 2012 fue distribuida por "Zodiak Rights" en todo el mundo por DVD, por "Nordisk Film" en DVD en Suecia, por "Katholieke Radio Omroep (KRO)" en televisión y por "Lumière Home Entertainment" en DVD en los Países Bajos. Finalmente en el 2013 fue distribuida por "AXN Crime" a través de la televisión en Hungría.

### Emisión en otros países
| País           | Título                                           | Fecha de Estreno                              |
| -------------- | ------------------------------------------------ | --------------------------------------------- |
| Alemania       | Ein Fall für Annika Bengtzon: Der Rote Wolf      | 11 de mayo de 2013                            |
| Dinamarca      | Røde ulv                                         | -                                             |
| España         | Annika Bengtzon: El Lobo Rojo                    | -                                             |
| Estados Unidos | Annika Bengtzon: Crime Reporter                  | -                                             |
| Finlandia      | Punainen susi                                    | -                                             |
| Hungría        | Annika Bengtzon - A bűn nyomában: A vörös farkas | 24 de febrero de 2013 (estreno en televisión) |
| Italia         | Annika: Crime reporter - Il lupo rosso           | -                                             |
| Noruega        | Røde ulv                                         | -                                             |
| Países Bajos   | -                                                | 24 de junio de 2012 (estreno en televisión)   |
| Polonia        | Z rubryki kryminalnej: Czerwona Wilczyca         | -                                             |